# WTA Finals 2022
Las Finales de la WTA de 2022 fue un torneo femenino de tenis. Fue la 51.ª edición de la competición en individuales y la 46.ª edición de la competición en dobles. Participaron las ocho mejores jugadoras de la temporada en el cuadro de individuales y las ocho mejores parejas en el cuadro de dobles.

## Torneo
El torneo estaba originalmente programado para llevarse a cabo en el Shenzhen Bay Sports Center en Shenzhen, China. Sin embargo, el 2 de diciembre de 2021, el presidente de la WTA, Steve Simon, anunció que todos los torneos programados tanto en China como en Hong Kong se suspenderían a partir de 2022, debido a preocupaciones sobre la seguridad y el bienestar de la tenista Shuai Peng. Acusaciones de agresión sexual contra Zhang Gaoli, un miembro de alto rango del Partido Comunista Chino.

### Formato
El evento contó con las ocho mejores jugadoras en individuales el evento consiste en un todos contra todos, divididos en dos grupos de cuatro. Durante los primeros cuatro días de competición, cada jugadora se enfrenta con las otras tres jugadoras en su grupo, las dos primeras de cada grupo avanzan a las semifinales. La jugadora que se haya clasificado la primera en su grupo se enfrenta con la jugadora que se clasifique de segunda en el otro grupo, y viceversa. Las ganadoras de cada semifinal se enfrentan en la final por el campeonato.

#### Desempate en el round-robin
Las posiciones finales en cada grupo, desde la primera hasta la última, quedarán establecidas sobre la base de la siguiente jerarquía de reglas:
1. Mayor número de victorias.
2. Mayor número de partidos jugados.
3. Si 2 jugadoras están empatadas, quedará por delante la vencedora del encuentro disputado entre ambas.
4. Si 3 jugadoras están empatadas:

a) Mayor número de partidos jugados.
b) Mayor porcentaje de sets ganados.
c) Mayor porcentaje de juegos ganados.
Si en aplicación de uno de esos 3 criterios (a, b, c) una de las jugadoras desempatase, se volvería al punto 3 para deshacer el empate entre las 2 restantes.

## Carrera al campeonato

### Individuales
Ranking actualizado al 31 de octubre de 2022.
- Aquellas jugadoras en oro están clasificadas.
- Aquellas jugadoras en marrón han renunciado a jugar este torneo.

| AUS           | FRA                  | WIM     | USO     | CAT   | IW      | MIA     | MAD    | ROM     | CAN     | CIN     | GUA     | 1        | 2       | 3      | 4      | 5      | 6      |        |        |       |    |   |
| 1             | Iga Świątek          | SF 780  | G 2000  | R32 – | G 2000  | G 900   | G 1000 | G 1000  | A 0     | G 900   | R16 105 | R16 105  | A 0     | G 470  | G 470  | F 305  | SF 185 | CF 60  | R16 55 | 10335 | 16 | 8 |
| 2             | Ons Jabeur           | A 0     | R128 10 | F –   | F 1300  | CF 190  | R64 10 | R16 120 | G 1000  | F 585   | R32 1   | R316 105 | A 0     | G 470  | F 305  | CF 100 | CF 100 | CF 100 | CF 100 | 4526  | 17 | 2 |
| 3             | Jessica Pegula       | CF 430  | CF 430  | R32 – | CF 430  | R16 120 | R64 10 | SF 390  | F 650   | R16 105 | SF 350  | CF 190   | G 900   | SF 185 | CF 100 | R16 55 | R16 55 | R16 30 | R32 1  | 4316  | 18 | 1 |
| 4             | Cori Gauff           | R128 10 | F 1300  | R32 – | CF 430  | CF 190  | R32 65 | R16 120 | R16 120 | R16 105 | CF 190  | R64 1    | R16 105 | SF 185 | SF 110 | CF 100 | R16 55 | R32 1  | R32 1  | 3186  | 19 | 0 |
| 5             | María Sákkari        | R16 240 | R64 70  | R32 – | R64 70  | SF 350  | F 650  | R64 10  | R32 65  | CF 190  | R16 105 | R32 1    | F 585   | F 305  | SF 185 | F 180  | CF 60  | R16 55 | R16 1  | 3121  | 22 | 0 |
| 6             | Caroline Garcia      | R128 10 | R64 70  | R16 – | SF 780  | A 0     | R64 35 | R128 10 | A 0     | A 0     | R64 1   | G 930    | R16 105 | G 280  | G 280  | SF 110 | SF 110 | CF 100 | CF 60  | 3000  | 21 | 3 |
| 7             | Aryna Sabalenka      | R16 240 | R32 130 | A 0   | SF 780  | R64 10  | R64 10 | R64 10  | CF 190  | SF 350  | R16 105 | SF 360   | R32 1   | F 305  | F 180  | CF 100 | R16 55 | R16 55 | R32 1  | 2971  | 20 | 0 |
| 8             | Daria Kasatkina      | R32 130 | SF 780  | A 0   | R128 10 | R16 105 | R32 65 | R64 10  | R16 120 | SF 350  | R64 1   | R64 1    | R16 105 | G 470  | G 280  | SF 185 | SF 110 | CF 100 | CF 60  | 2935  | 22 | 2 |
| ↓ suplentes ↓ |                      |         |         |       |         |         |        |         |         |         |         |          |         |        |        |        |        |        |        |       |    |   |
| 9             | Veronika Kudermetova | R32 130 | CF 430  | A 0   | R16 240 | R64 1   | CF 215 | R16 120 | R64 10  | R64 1   | R64 1   | R16 105  | CF 190  | F 305  | SF 185 | SF 185 | F 180  | F 180  | SF 110 | 2795  | 20 | 0 |
| –             | Simona Halep         | R16 240 | R64 70  | SF –  | R128 10 | R64 1   | SF 390 | A 0     | CF 215  | R32 60  | G 900   | R32 60   | A 0     | G 470  | SF 185 | SF 110 | SF 110 | R16 30 |        | 2661  | 15 | 2 |
| 11            | Madison Keys         | SF 780  | R16 240 | A –   | R32 130 | A 0     | CF 215 | R64 10  | R64 10  | R64 1   | R64 1   | SF 350   | R16 105 | G 280  | R16 55 | R16 55 | R16 55 | R16 55 | R16 30 | 2417  | 20 | 1 |

### Dobles
Ranking actualizado al 31 de octubre de 2022.
- Aquellas parejas en oro están clasificados.

| Rank.         | Equipo                                | Puntos | Puntos | Puntos  | Puntos  | Puntos  | Puntos  | Puntos  | Puntos  | Puntos  | Puntos  | Puntos  | Puntos totales | Torneos | Título |
| Rank.         | Equipo                                | 1      | 2      | 3       | 4       | 5       | 6       | 7       | 8       | 9       | 10      | 11      | Puntos totales | Torneos | Título |
| ------------- | ------------------------------------- | ------ | ------ | ------- | ------- | ------- | ------- | ------- | ------- | ------- | ------- | ------- | -------------- | ------- | ------ |
| 1             | Barbora Krejčíková Kateřina Siniaková | G 2000 | G 2000 | SF 350  | CF 190  | SF 110  | R16 1   |         |         |         |         |         | 4651           | 7       | 3      |
| 2             | Gabriela Dabrowski Giuliana Olmos     | G 1000 | F 585  | G 470   | CF 430  | SF 390  | SF 350  | F 305   | R16 240 | CF 190  | CF 190  | SF 185  | 4335           | 20      | 2      |
| 3             | Cori Gauff Jessica Pegula             | F 1300 | G 900  | G 900   | G 470   | CF 215  | CF 100  | R64 10  | R16 1   | R32 1   |         |         | 4086           | 9       | 3      |
| 4             | Veronika Kudermétova Elise Mertens    | SF 780 | F 650  | F 585   | G 470   | SF 350  | R16 240 | CF 190  | SF 185  | F 180   | R32 130 | R32 10  | 3770           | 12      | 1      |
| 5             | Lyudmyla Kichenok Jeļena Ostapenko    | G 900  | SF 780 | SF 390  | F 305   | F 305   | G 280   | R16 240 | CF 190  | R32 130 | R16 120 | R16 105 | 3745           | 16      | 2      |
| 6             | Yifan Xu Zhaoxuan Yang                | G 1000 | G 470  | CF 430  | SF 350  | R16 240 | R16 240 | CF 190  | SF 185  | SF 185  | SF 185  | R16 105 | 3580           | 19      | 2      |
| 7             | Anna Danilina Beatriz Haddad Maia     | F 1300 | F 585  | G 470   | R16 240 | CF 190  | SF 185  | R32 130 | R16 105 | R32 10  | R32 10  | R32 10  | 3235           | 12      | 1      |
| 8             | Desirae Krawczyk Demi Schuurs         | F 650  | G 470  | CF 430  | SF 350  | SF 350  | CF 190  | SF 185  | SF 185  | R32 130 | R16 120 | R16 120 | 3180           | 15      | 1      |
| ↓ suplentes ↓ |                                       |        |        |         |         |         |         |         |         |         |         |         |                |         |        |
| 9             | Nicole Melichar Ellen Perez           | SF 780 | F 585  | F 585   | F 305   | G 280   | SF 185  | R16 120 | R16 105 | CF 100  | R64 10  | R16 1   | 3160           | 13      | 1      |
| 10            | Caroline Garcia Kristina Mladenovic   | G 2000 | CF 430 | R32 130 |         |         |         |         |         |         |         |         | 2560           | 3       | 1      |

## Finales

### Individuales
| Fecha      | Partido             | Partido | Partido             | Resultado   |
| ---------- | ------------------- | ------- | ------------------- | ----------- |
| 07.11.2022 | Aryna Sabalenka [7] | 0-2     | Caroline Garcia [6] | 6-7(4), 4-6 |

### Dobles
| Fecha      | Partido                                   | Partido | Partido                                | Resultado        |
| ---------- | ----------------------------------------- | ------- | -------------------------------------- | ---------------- |
| 07.11.2022 | Barbora Krejčíková Kateřina Siniaková [1] | 1-2     | Veronika Kudermetova Elise Mertens [4] | 2-6, 6-4, [9-11] |